# Гусейнов Владислав Тофікович
Владисла́в То́фікович Гусе́йнов (нар. 7 травня 1983 — 28 червня 2018) — солдат Збройних сил України, учасник російсько-української війни, учасник російсько-української війни.

## Життєпис
Народився 1983 року в місті Первомайський (Харківська область); мешкав у місті Харків.
В часі війни — молодший сержант, військовослужбовець 92-ї бригади; на фронт пішов добровольцем у 2015 році. В 2017-му воював у Мар'їнці поруч з добровольцями ДУК.
28 червня 2018 року увечері, після завершення робіт на Донецькій фільтрувальний станції, терористи відкрили по ній вогонь з автоматичних гранатометів та великокаліберних кулеметів. Для припинення обстрілу підрозділи бойової охорони відкрили вогонь у відповідь; під час цього бою молодший сержант Гусейнов, який зі своїми побратимами утримував позицію бойової охорони попереду підрозділів ЗСУ, загинув від вогнепального поранення в голову, завданого ворожим снайпером.
1 липня 2018 року похований у місті Первомайський.
Без Владислава лишились батьки.

## Нагороди та вшанування
- указом Президента України № 239/2018 від 23 серпня 2018 року «за особисту мужність і самовіддані дії, виявлені у захисті державного суверенітету та територіальної цілісності України, зразкового виконання військового обов'язку» — нагороджений орденом «За мужність» III ступеня (посмертно)[1]